# Onthophagus zavattarii
Onthophagus zavattarii là một loài bọ cánh cứng trong họ Bọ hung (Scarabaeidae).